# Roomba

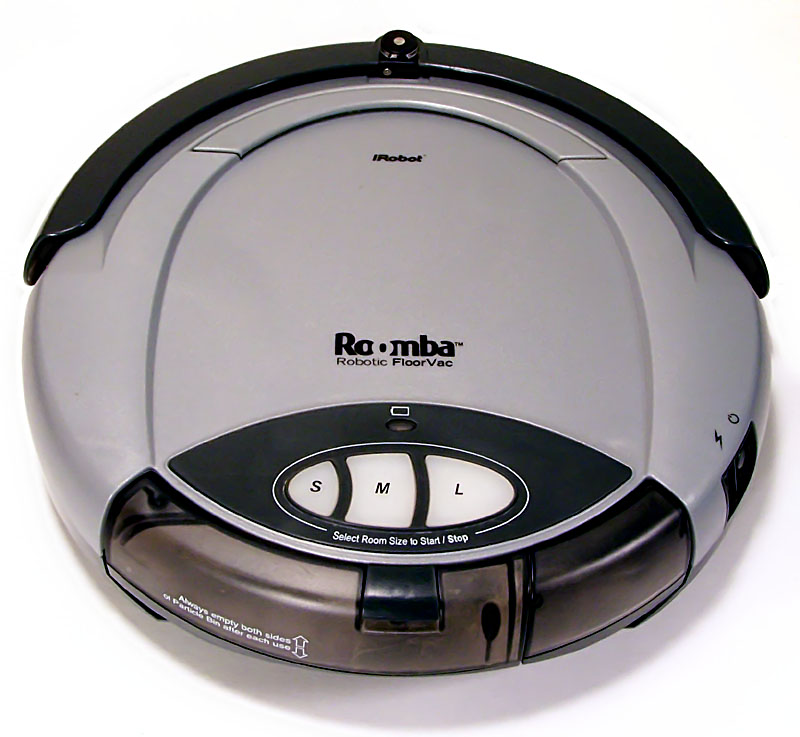
Aspiradora Roomba de primera generación.

Roomba es un aspirador robótico fabricado y vendido por iRobot. El Roomba se lanzó al mercado en 2002, y se calcula que en febrero de 2014 ya se habían vendido más de 10 millones de unidades en todo el mundo.
El robot aspirador Roomba incluye una serie de sensores (táctiles, ópticos y acústicos, dependiendo de cada serie y modelo) que le permite, entre otras cosas, detectar obstáculos, acumulaciones de residuos en el suelo y desniveles pronunciados tales como escaleras. Utiliza dos ruedas motrices independientes que le permiten ejecutar giros de 360 grados. Adicionalmente, se le puede programar para realizar otras funciones más “creativas” mediante un ordenador y haciendo uso de la denominada "Roomba Open Interface".

## Descripción

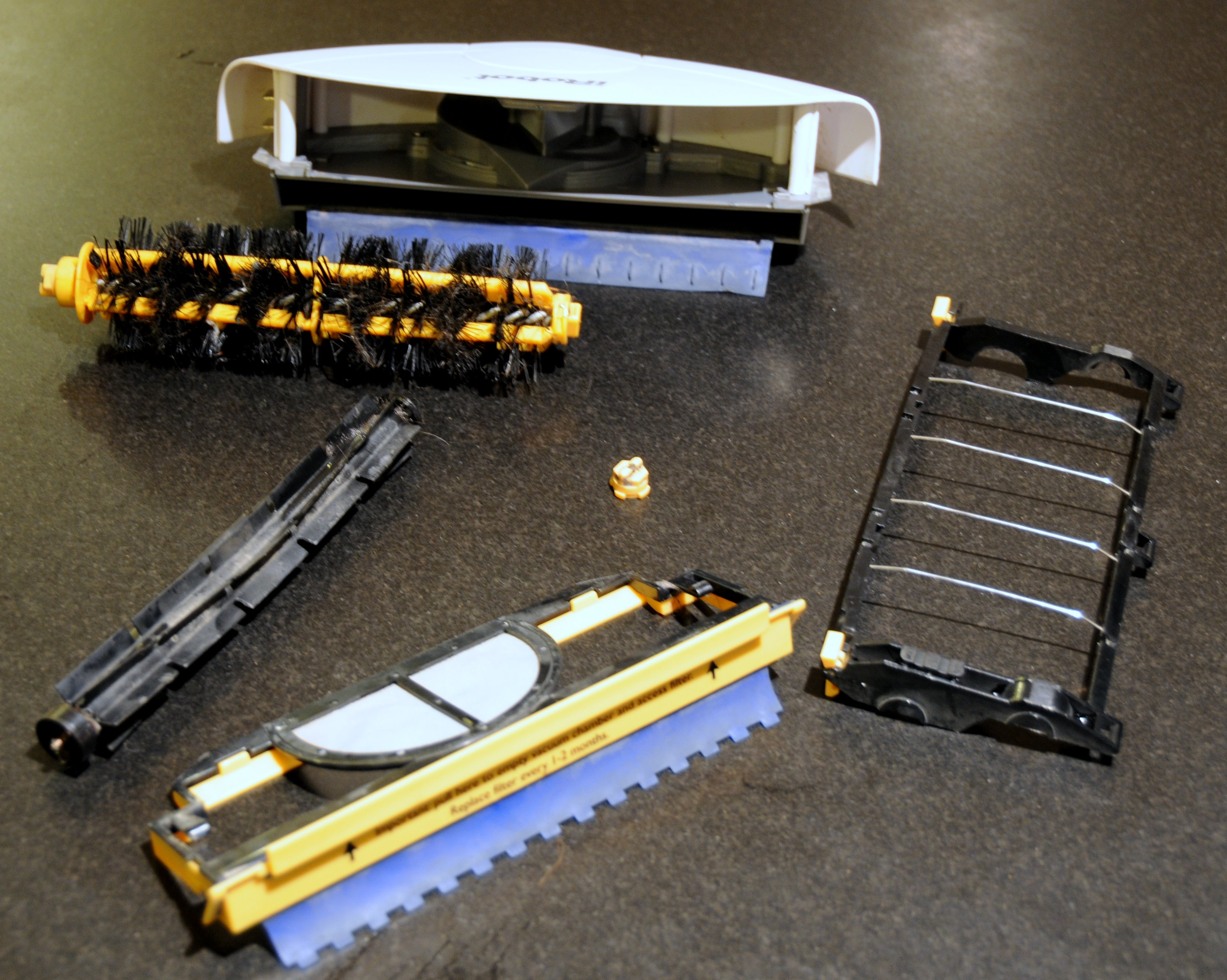
Una selección de las partes interiores de un robot Roomba. Roomba no incluye autolimpiado en base.

Todos los modelos de Roomba tienen forma circular, de unos 34 cm de diámetro y 9 cm de altura aproximadamente. Todas las unidades incorporan en su parte delantera un parachoques con un sensor mecánico de contacto y con un sensor infrarrojo omnidireccional en su parte superior.
A fecha de 2015, ha habido cuatro generaciones de robots Roomba: la primera generación (los modelos originales); la segunda generación, la serie Discovery, también conocida como serie que conecta 400; la tercera generación, la serie 500; y la cuarta generación, que incluye las series 600/700/800.
Todos los modelos cuentan con un par de cepillos que giran en sentidos opuestos para captar los residuos del suelo. La mayoría de los modelos tienen un orificio de aspiración para captar dichos residuos. En la parte derecha montan un tercer cepillo, horizontalmente alineado, cuya función es captar las partículas de las esquinas de la pared y los ángulos más inaccesibles.

## Funcionamiento

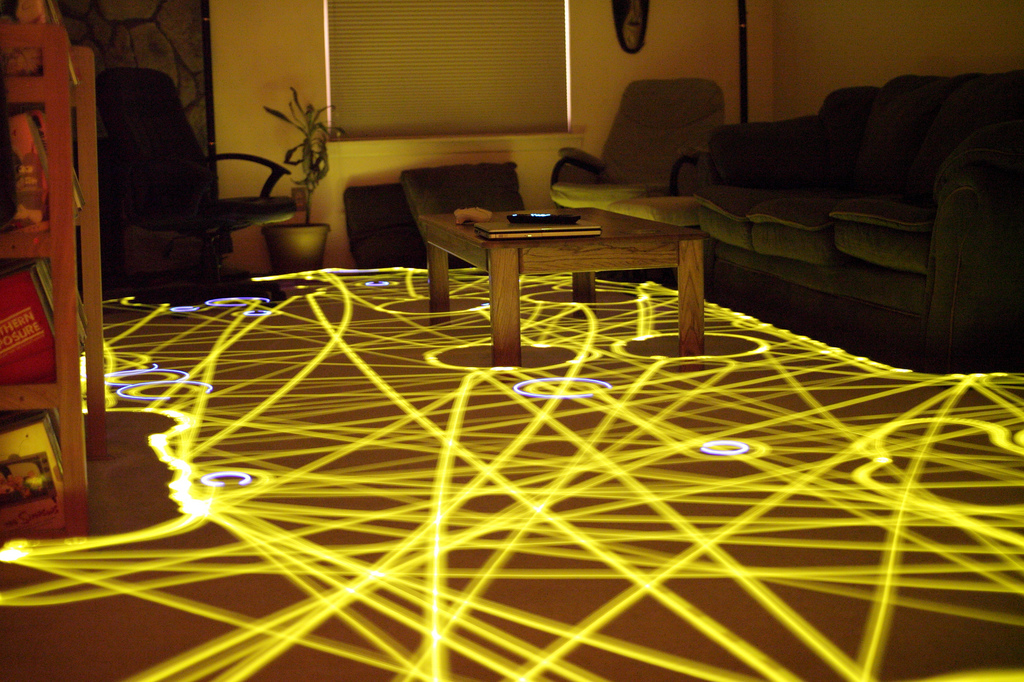
Fotografía de larga exposición que muestra el patrón de limpieza que describe un Roomba al limpiar.

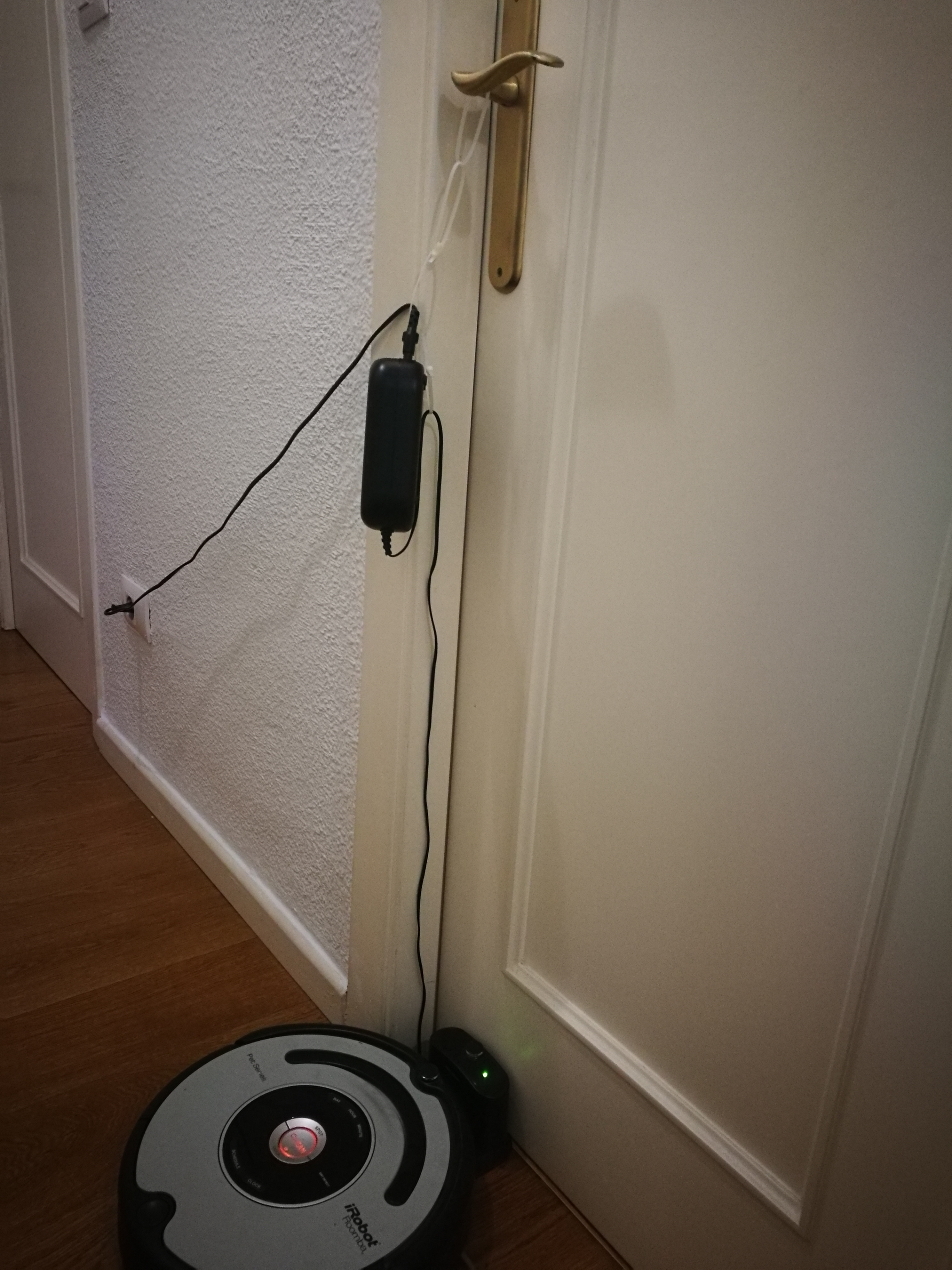
Roomba recargándose en su base. No incluye recarga inalámbrica.

Todos los modelos Roomba pueden funcionar de forma manual, llevándolos hasta la habitación que se desee limpiar y presionando un botón. Los modelos más avanzados incorporan métodos de funcionamiento más avanzados y automatizados. La forma habitual de limpieza de los robots Roomba describe una forma de espiral, hasta seguir después las paredes que encuentra en su camino. El modo de limpieza Spot está pensado para superficies pequeñas, puesto que el robot describe espirales concéntricas y superpuestas hasta que determina que la zona ha quedado libre de residuos. El modo de limpieza Dock, introducido en la tercera generación, hace que el robot realice su patrón de limpieza habitual y vuelva solo a la base de carga cuando detecte niveles bajos de batería. El sensor infrarrojo que lleva en la torreta, permite a los robots detectar obstáculos y aminorar la velocidad para producir un impacto suave.
Adicionalmente, esta tecnología permite a los robots Roomba distinguir entre barreras blandas o sólidas. Las series más avanzadas son compatibles con el accesorio Virtual Wall. Se trata de un accesorio con forma de torreta que proyecta una pared virtual con luz infrarroja y que sirve para limitar la zona de paso y actuación de los robots Roomba.

## Generaciones y modelos

### Primera generación
Introducida en 2002, la primera generación de Roomba consta de tres botones para introducir el tamaño de la habitación de forma manual.

### Segunda generación. Serie 400
La serie 400, también conocida como Primera generación, fue lanzada al mercado en 2004 para reemplazar a su antecesora. Como novedades incluía un mayor depósito de residuos, un software mejorado que calculaba automáticamente el tamaño de la habitación, un sensor de detección de residuos y menor tiempo de carga de batería. Todos los Roomba de segunda generación son idénticos en cuanto a funciones, aunque algunos tienen más o menos botones, accesorios o diseños externos distintos.

### Tercera generación. Profesional y series 500/600
Serie introducida en agosto de 2007, incluye nuevas funcionalidades como un sensor de infrarrojos en su parte posterior para detectar obstáculos, el botón Dock, una mecánica interior mejorada,  movimientos más suaves y acompasados y un diseño modular que facilita las reparaciones o las sustituciones de piezas. La mayoría de los modelos de la serie 500 son programables, permitiendo al usuario especificar de antemano los tiempos de actuación del robot. El modelo Roomba 565 introduce como novedad el depósito AeroVac, un depósito de residuos que optimiza el flujo de aspiración.
La serie 600 llegó al mercado en agosto de 2012. Todos sus modelos incluyen el depósito AeroVac y un cabezal de limpieza mejorado. Algunos de sus modelos, como el Roomba 650 y 660, son programables.

### Cuarta generación. Serie 700
Desde mayo de 2010 se encuentra el mercado la serie 700. Incluye mejoras en el sistema de limpieza, el depósito AeroVac serie 2 (una mejora del depósito de la serie 600) y mando a distancia y programabilidad en todos sus modelos. Además, todos los modelos cuentan con filtros HEPA. Los modelos 770, 780 y 790 añaden un sensor óptico de detección de residuos adicional, así como un indicador de depósito lleno.

### Quinta generación. Serie 800
La serie 800, introducida en 2013, incorpora la tecnología base de su predecesora, la serie 700, pero con ciertas mejoras. El sistema de cepillos centrales contrarrotantes ha sido substituido por unos extractores plásticos que, según afirma la propia marca, son más eficaces y evitan los enredos.

### Sexta generación. Serie 900
La serie 900 salió al mercado durante el último trimestre de 2015. Incluye numerosas mejoras con respecto a sus predecesoras, convirtiéndose en un dispositivo mucho más inteligente. Si la aspiradora se queda sin energía en mitad de una habitación, vuelve al punto de carga, pero ahora sabe en qué punto se quedó y volverá a trabajar a partir de él. También permite que sus modelos sean controlados a través de la aplicación móvil oficial de iRobot, llamada HOME, y cuenta con una cámara que registra elementos que se encuentran hasta 45 grados del suelo. Al año 2015 hay dos modelos pertenecientes a esta serie: Roomba 966 y Roomba 980.

### Séptima generación: series i y e

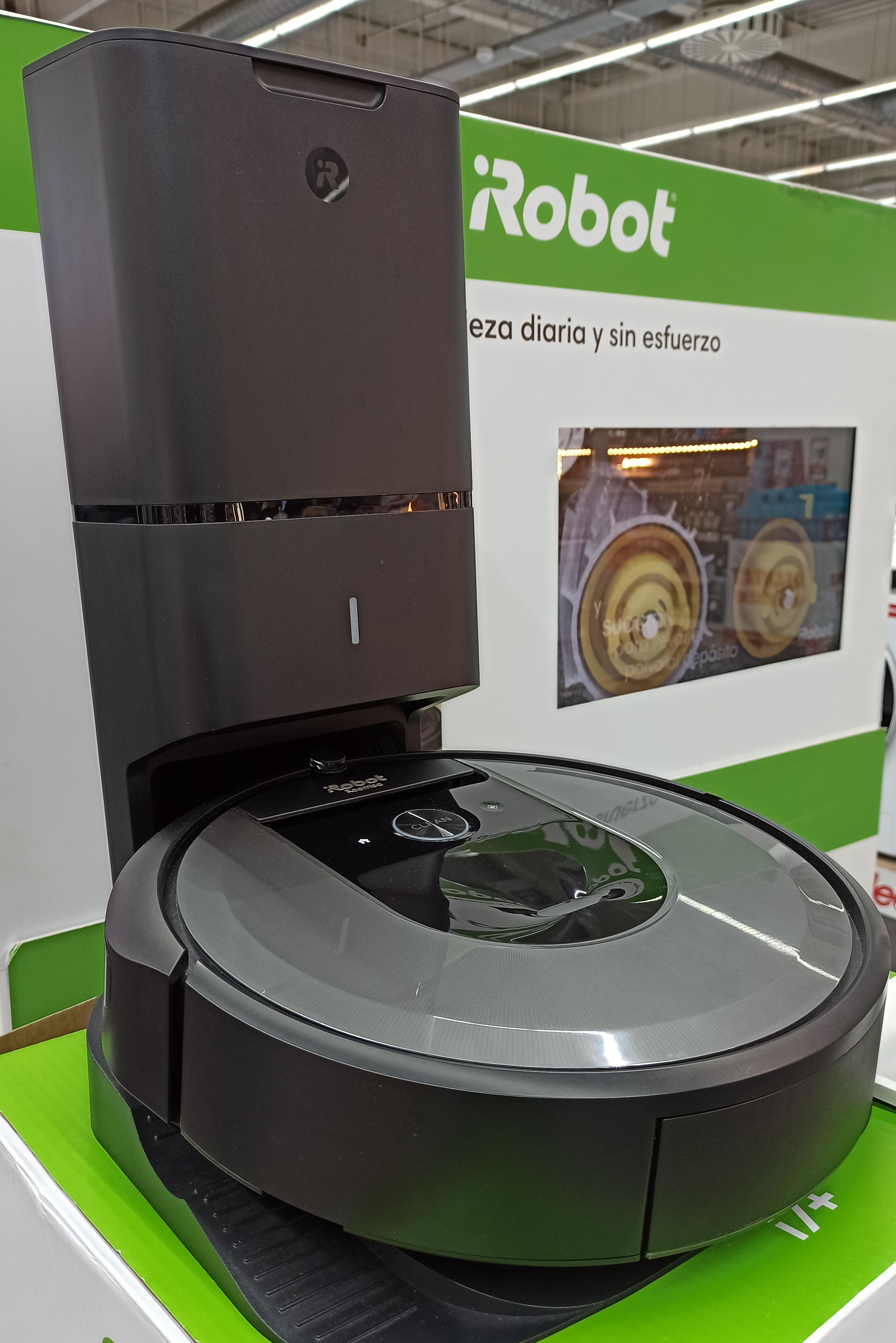
Imagen de un iRobot Roomba i7+, en el muelle de auto-vaciado

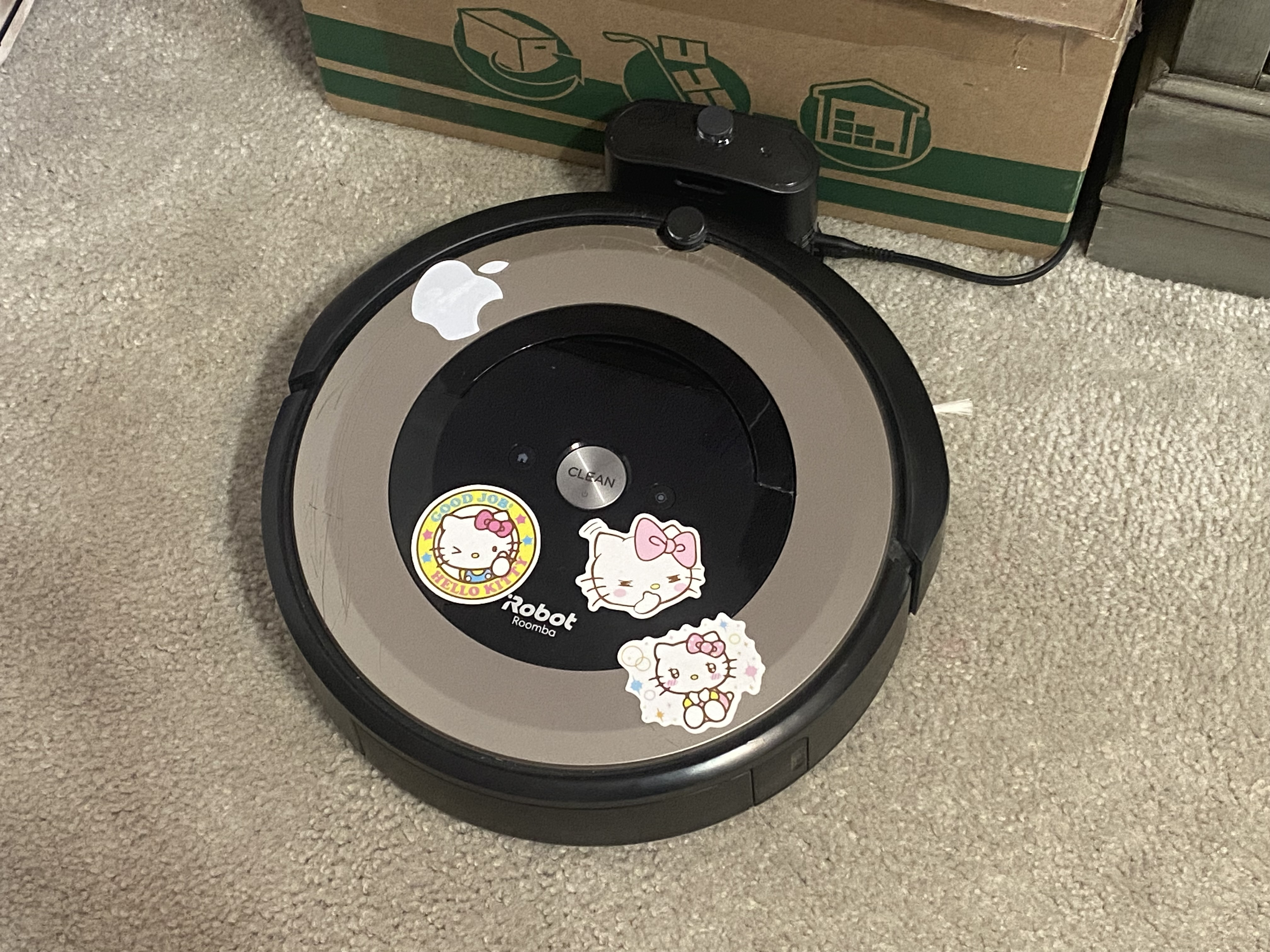
Modelo e6

#### Modelo e6
En septiembre de 2018, iRobot presentó una nueva serie Roomba con tres modelos: el premium i7 y el más básico e5.  Cada uno de estos modelos también tenía una versión «plus» que contaba con una estación de auto-vaciado automático de suciedad, que se podía evacuar. Al igual que la serie 900, el i7 utiliza la navegación vSLAM. Esta función retiene el mapa después de que el Roomba se haya ejecutado, y utiliza las ejecuciones posteriores para mejorar el mapa. Esto permite a los usuarios seleccionar qué habitación debe limpiar Roomba desde la aplicación iRobot Home.
En septiembre de 2020, iRobot lanzó el i3, que es un robot de menor coste similar al i7. El i3 no utiliza navegación vSLAM, sino que se basa en un codificador óptico descendente y giroscopios; además, no permite seleccionar habitaciones específicas, aunque esta capacidad se añadió en 2022 con una actualización de firmware en algunas regiones. 
El i7 y el i3 son compatibles con la Clean Base, una base que vacía el contenedor de Roomba en la bolsa desechable interna de la Clean Base cuando se acopla con una aspiradora potente. iRobot afirma que la base puede vaciar el contenedor de Roomba hasta 30 ciclos de limpieza.  El + en algunos modelos indica que incluye la Clean Base.
El Roomba e5 básico sustituye a la serie 800 con una duración de batería mejorada de 60 a 90 minutos de funcionamiento en suelos de madera utilizando una batería de iones de litio.. Navega en patrones aleatorios (es decir, sin mapa) similares a los robots de 6ª generación y anteriores.

### Octava generación: serie s
A finales de mayo de 2019, iRobot presentó las Roomba s9 y s9+ como el «robot aspirador más inteligente y potente hasta la fecha».  La serie S presenta un nuevo diseño en forma de «D» y un cepillo para esquinas que optimiza la limpieza en profundidad de esquinas y bordes. Otras características nuevas incluyen un sistema antialérgenos que atrapa el 99% del polen, moho y alérgenoss, 40 veces más succión en comparación con la serie 600, cepillos de goma un 30% más anchos y el sistema de navegación más avanzado hasta la fecha. Similar a la serie I, el s9+ viene con la Clean Base autovaciadora. La serie S también incluye tecnología de enlace que permite a la Roomba comunicarse de forma inalámbrica con otros productos iRobot, donde el Braava Jet M6 puede configurarse automáticamente para fregar después de que el s9 haya terminado de aspirar.

### Novena generación: serie j
Los modelos j7 y j7+ salieron a la venta en septiembre de 2021 y estrenaron Precision Vision: el sistema de navegación que detecta y evita obstáculos como cables de alimentación y residuos de mascotas. El j7 es una actualización directa del Roomba i7, con el mismo diseño general del cuerpo y una potencia de succión diez veces superior a la del modelo estándar. iRobot retiró simultáneamente el i7 de su sitio web.
En septiembre de 2022, iRobot anunció el Roomba Combo j7+, que es un Roomba j7+ que incluye capacidades de fregado con una mopa elevadora. El envío comenzó el 4 de octubre.
El 11 de septiembre de 2023, iRobot lanzó el Roomba j9+, el Combo j9+ y el Combo j5. El Roomba j9+ ofrece un 100% más de succión en comparación con otros Roombas de las series j e i. El Roomba Combo j9+ ofrece una estación de acoplamiento completamente nueva con una función de recarga del depósito de agua añadida. Tanto el j9+ como el Combo j9 y el Combo j5 recibieron nuevas actualizaciones del sistema operativo de iRobot. El Combo j5 comenzó a enviarse el 11 de septiembre; sin embargo, el Roomba j9+ y el Combo j9+ todavía estaba en fase de prepedido. El envío comenzó el 1 de octubre. 

### Otras variantes
iRobot también ha lanzado variantes de Roomba que no entran en las clasificaciones tradicionales de generación. Estas variantes suelen tener sus propias convenciones de nomenclatura, y / o tienen diferentes arquitecturas. La primera variante conocida es la r1, lanzada en 2021. El r1 contenía dos cepillos laterales en lugar de uno, un rodillo principal en lugar de dos y una mopa extraíble.
En abril de 2023, iRobot anunció el Roomba Combo Essential Robot, que también incluía un único rodillo principal y una mopa extraíble.

### Décima Generación, Serie Max
La décima generación comienza con el nuevo 10 max, con base AutoWash,  para vaciar automáticamente el depósito y lavar su propio paño. Sabe qué zonas se ensucian más rápido y puede efectuar automáticamente en las mismas una limpieza a fondo.

## Programación

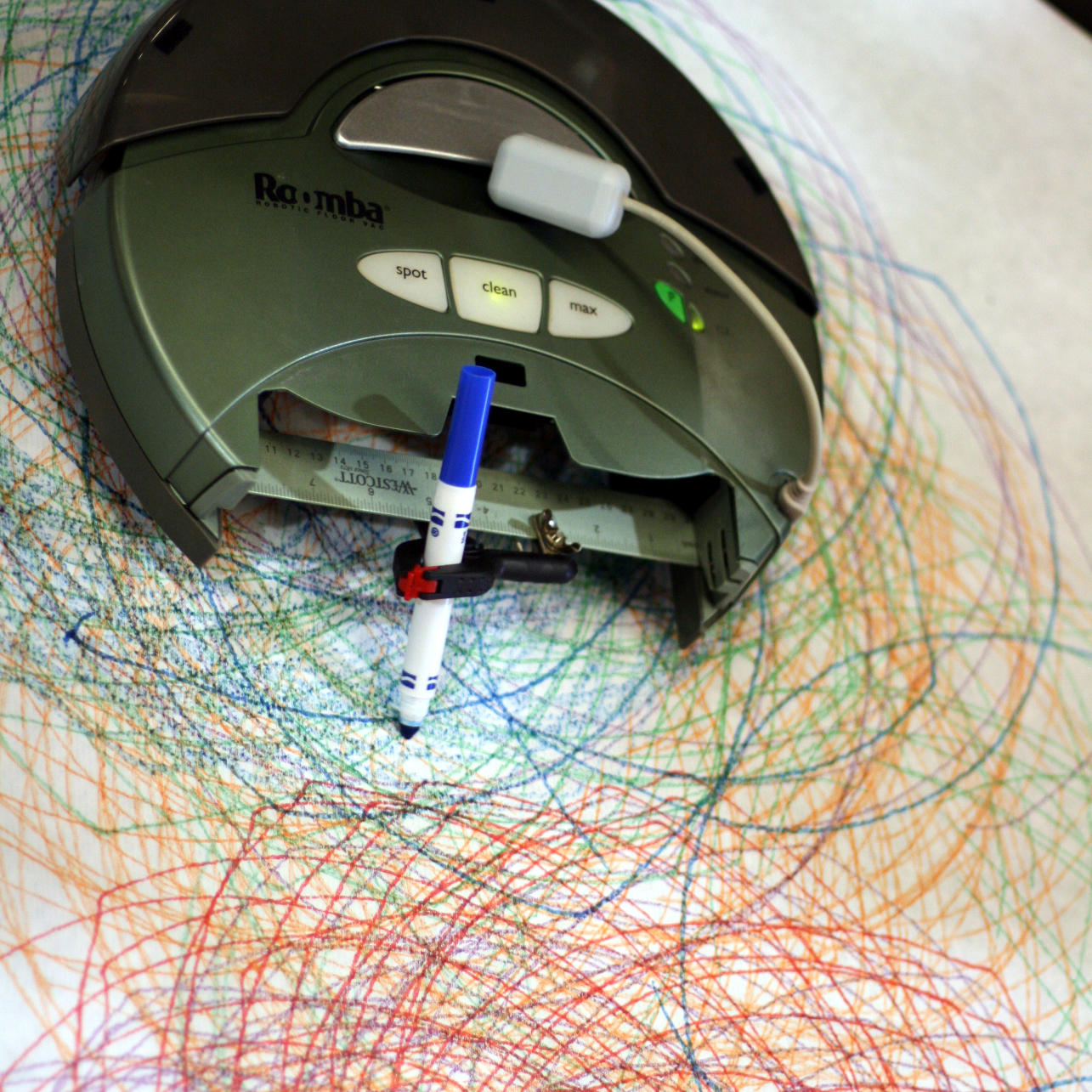
Un Roomba jaqueado, dibujando un patrón similar a un espirógrafo-

Desde los primeros modelos, los robots aspiradores Roomba han sido jaqueados, para ampliar su funcionalidad. Las primeras adaptaciones se basaban en un microcontrolador que se conectaba directamente a los controladores del motor y a los sensores. Las versiones fabricadas después de octubre de 2005, contienen una interfaz electrónica y de software que permite a los jaqueadores controlar o modificar más fácilmente el comportamiento y monitorizar remotamente sus sensores.  Una de las primeras aplicaciones fue utilizar el dispositivo para cartografiar  / mapear una habitación. The native code for Roomba is written in a dialect of Lisp.
Los modelos con interfaz (serie 400 desde octubre de 2007 más series 500 y 700) vienen con un conector Mini-DIN compatible con una interfaz serie, que es eléctrica y físicamente incompatible con los puertos serie y cables estándar de PC/Mac. Sin embargo, existen adaptadores de terceros para acceder al ordenador de Roomba a través de Bluetooth, USB y, menos, RS-232 (PC/Mac serie). Roombas anteriores a octubre de 2005 actualizadas con el dispositivo hacker OSMO  permite monitorizar muchos sensores y modificar el comportamiento de la unidad. La Roomba Open Interface (ROI, antes Roomba Serial Command Interface) permite a programadores y robotistas crear sus propias mejoras. Varios proyectos se describen en sitios de hacking de Roomba.
En respuesta al creciente interés de los jaqueros por su producto, la empresa ha desarrollado el iRobot Create. En este modelo, el motor de la aspiradora se sustituye por una «bahía de carga» para montar dispositivos como cámaras de TV, láseres y otras piezas robóticas.  Ofrece una interfaz de 25 pines muy mejorada que proporciona comunicación bidireccional tanto analógica como digital con el dispositivo alojado, lo que permite su uso como base móvil para robots completamente nuevos. Junto con una plataforma informática como un netbook o un dispositivo de mano con conexión inalámbrica, puede controlarse a distancia a través de una red.